# Jian (svärd)

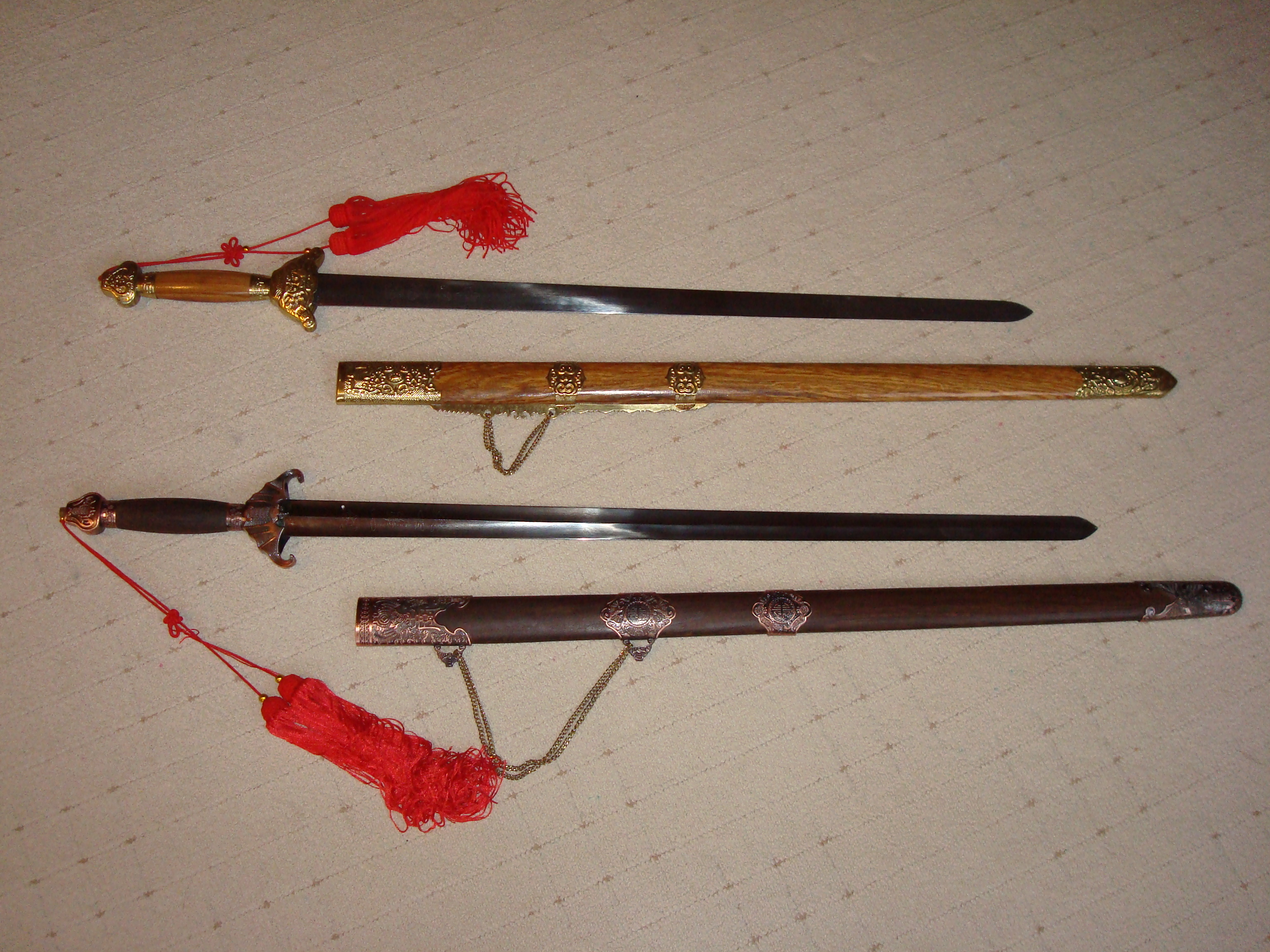
Två jiansvärd.

Jian är ett rakt dubbeleggat enhandssvärd med kinesiskt ursprung. Svärden är generellt mellan 45 och 80 centimeter långa och väger mellan 700 och 900 gram. Jian används bland annat inom vissa kungfustilar såsom bajiquan. Jian kallas också för tai chi svärd då svärdet används av tai chi utövare som inte har något svärd specifikt utformat för sin stil. Av tradition sätts ibland en tofs fast på handtaget av svärdet som dekoration. Det ursprungliga syftet med tofsen är oklart. Vissa menar att det användes som ett slags nyckelband medan andra menar att det användes som en del i själva stridstekniken.

## Jian i populärkultur
I tv-spelet Soul Calibur använder karaktären Xianghua jian.